# MGR-3 Little John
MGR-3 Little John – amerykańska rakieta taktyczna, uzbrojona w głowicę atomową, wchodząca w skład uzbrojenia jednostek powietrznodesantowych.

## Geneza
Dobre oceny jakie zebrała podczas swojej eksploatacji rakieta MGR-1 Honest John, skłoniły US Army do wysunięcia propozycji opracowania podobnej, mniejszej rakiety dla amerykańskich wojsk powietrznodesantowych, które działając na atomowym polu walki miałyby środki do prowadzenia własnych, taktycznych uderzeń jądrowych. Początkowo nowy pocisk nazywano Honest John Junior, jednak od sierpnia 1953 roku przyjęto nazwę Little John. Opracowaniem pocisku zajął się Redstone Arsenal. Projekt ukończono w 1955 roku a 1956 dokonano pierwszego odpalenia pomniejszonej, nieuzbrojonej makiety pocisku oznaczonej jako XM-47. W tym samym roku zakończono również testy docelowej wersji pocisku i rakieta została przyjęta na uzbrojenie. Wersja XM-47 była wykorzystywana nadal, jako M-47 w celach szkoleniowych. Seryjna rakieta produkowana była przez Douglas Aircraft Company.

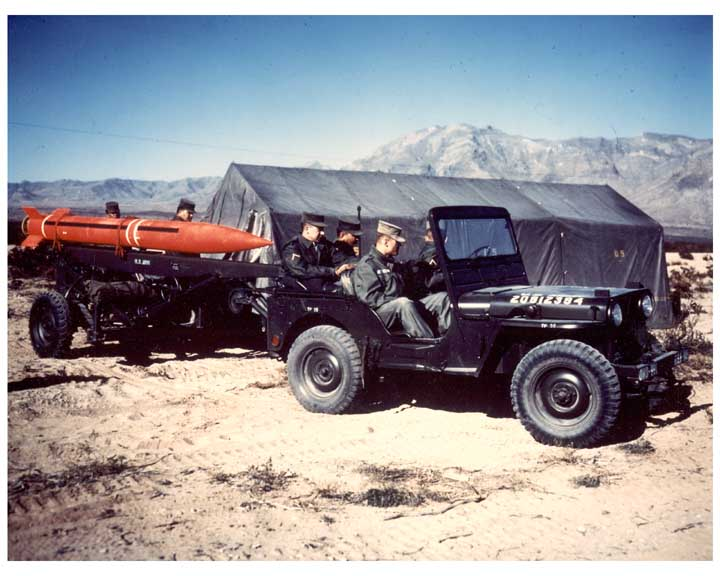
MGR-3 holowany przez Jeepa

## Konstrukcja
MGR-3 był właściwie pomniejszoną wersją rakiety Honest John. Posiadała silnik rakietowy na stały materiał pędny firmy Allegany Ballistics, głowica atomowa W-45 posiadała regulowaną moc w zakresie od 1 do 10 kT. Rakieta mogła być odpalana z wyrzutni, którą mógł holować Jeep. Jak przystało na wyposażenie wojsk powietrznodesantowych, wszystkie elementy rakiety i wyrzutni, łącznie z głowicą atomową mogły być desantowane na spadochronie.

## Służba
Pociski znalazły się na wyposażeniu 82 i 101 Dywizji Powietrznodesantowej US Army w 1958 roku, wchodziły w skład dywizjonów, każdy dywizjon posiadał dwie baterie po dwie wyrzutnie. W 1967 roku w składzie dywizji powietrznodesantowych był już tylko po jednym dywizjonie na dywizje a w 1969 roku pociski wycofano z uzbrojenia.